# Ormai Ferenc
Ormai Ferenc, Ordina (1936. június 10. – 2021. augusztus 17. vagy előtte) magyar labdarúgó, hátvéd.

## Pályafutása
A Drasche csapatában nevelkedett. Jászberényben teljesítette katonai szolgálatát. Innen került a Debreceni Honvédhoz.
1959-től 1962 nyaráig a Budai Spartacusban szerepelt. 1962 és 1963 között volt a Ferencváros játékosa, ahol egy bajnoki címet szerzett a csapattal. A Fradiban 12 mérkőzésen szerepelt (7 bajnoki, 5 nemzetközi). 1963 júliusában ismét a Budai Spartacusba igazolt, majd egy fél év után befejezte a labdarúgást.
Unokaöccse Ordina Tibor válogatott atléta.

## Sikerei, díjai
- Magyar bajnokság
  - bajnok: 1962–63
- Vásárvárosok kupája (VVK)
  - elődöntős: 1962–63